# Kahuku Road
La Kahuku Road est une route américaine dans le comté d'Hawaï, à Hawaï. Entièrement située dans le parc national des volcans d'Hawaï, elle dessert plusieurs départs de sentier depuis l'Hawaii Route 11.